# Aspro

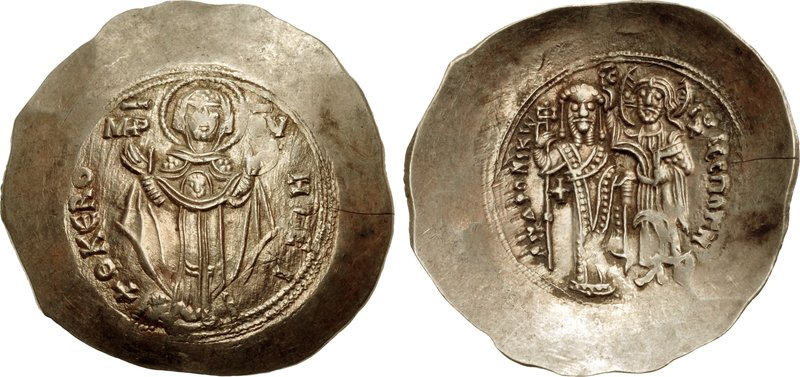
'Aspron trachy de Andrónico I Comneno

El aspro (en griego: ἄσπρον), del latín asper, era un nombre bizantino tardío para las monedas de plata o de aleación de plata.
La palabra latina asper originalmente significaba "áspero", pero gradualmente adquirió la connotación de "fresco" o "recién acuñado", es decir, no desgastado por el uso y, especialmente cuando se refiere a la plata, "blanco", durante el período imperial. Adquirió un significado técnico en el siglo XII, cuando los bizantinos comenzaron a referirse a la moneda vellón trachy, que se emitía en un estado blanqueado, como aspro. El mismo nombre también se aplicó a veces a la electro trachy contemporánea.
El nombre reaparece en los siglos XIV y XV como un nombre genérico para las monedas de plata, como el doukatopoulon bizantino o el akçe turco. Los libros de cuentas del siglo XV del comerciante y banquero veneciano Giacomo Badoer enumeran varias ciudades y gobiernos que acuñaron aspers, que incluían Trebisonda, Feodosia, Simiso (o Samsun), Tanais y Rodas.